# Cerapachys validus
Cerapachys validus är en myrart som beskrevs av Arnold 1960. Cerapachys validus ingår i släktet Cerapachys och familjen myror. Inga underarter finns listade i Catalogue of Life.